# Municipio de Honey Creek (condado de Adams)
El municipio de Honey Creek (en inglés: Honey Creek Township) es un municipio ubicado en el condado de Adams en el estado estadounidense de Illinois. En el año 2010 tenía una población de 720 habitantes y una densidad poblacional de 7,58 personas por km².

## Geografía
El municipio de Honey Creek se encuentra ubicado en las coordenadas 40°3′59″N 91°12′4″O / 40.06639, -91.20111. Según la Oficina del Censo de los Estados Unidos, el municipio tiene una superficie total de 94.95 km², de la cual 94,73 km² corresponden a tierra firme y (0,23 %) 0,22 km² es agua.

## Demografía
Según el censo de 2010, había 720 personas residiendo en el municipio de Honey Creek. La densidad de población era de 7,58 hab./km². De los 720 habitantes, el municipio de Honey Creek estaba compuesto por el 98,19 % blancos, el 1,11 % eran afroamericanos y el 0,69 % eran de una mezcla de razas. Del total de la población el 0,42 % eran hispanos o latinos de cualquier raza.